# Chamaemyia flavipalpis
Chamaemyia flavipalpis – gatunek muchówki z rodziny srebrnikowatych i podrodziny Chamaemyiinae.
Gatunek ten opisany został w 1838 roku przez Alexandra Henry’ego Halidaya jako Ochtiphila flavipalpis.
Muchówka o ciele długości od 2,2 do 3,4 mm. Głowa jej jest nie dłuższa niż wysoka, zaopatrzona w szczecinki orbitalne i przyoczkowe, o jednolicie szarym czole. Czułki są prawie całe żółte. Barwa głaszczków jest żółta. Chetotaksja śródplecza obejmuje trzy pary szczecinek śródplecowych i jedną parę przedtarczkowych. Odwłok ma tergity bez czarnych przepasek, ale u samic te od trzeciego do piątego z czterema ciemnymi plamkami każdy. Narządy rozrodcze samca odznaczają się szeroką i nieco ku tyłowi wydłużoną podstawą fallusa.
Owad znany z Hiszpanii, Irlandii, Wielkiej Brytanii, Holandii, Niemiec, Danii, Szwecji, Finlandii, Włoch, Polski, Litwy, Czech, Słowacji, Węgier, Bułgarii, Afryki Północnej i Nearktyki.